# Ctenocalanus vanus
Ctenocalanus vanus är en kräftdjursart som beskrevs av Giesbrecht 1888. Ctenocalanus vanus ingår i släktet Ctenocalanus och familjen Clausocalanidae. Inga underarter finns listade i Catalogue of Life.